# Międzynarodowe Triennale Rzeźby w Poznaniu
Międzynarodowe Triennale Rzeźby w Poznaniu (początkowo było to biennale) – największa i najważniejsza cykliczna wystawa rzeźby współczesnej w Polsce i jeden z ważniejszych przeglądów światowych tendencji i poszukiwań rzeźbiarskich w Europie. 
Odbywa się w Poznaniu, na terenie Zamku Cesarskiego, który stanowi znaczące centrum sztuki współczesnej. Impreza wywodzi się z ponad 30-letniej tradycji prezentacji rzeźby współczesnej w Poznaniu. Kuratorem generalnym pozostaje Robert Sobociński – rzeźbiarz, autor wielu rzeźb plenerowych i pomników.
W ramach triennale prezentowane były rzeźby takich artystów jak m.in.: Marino Di Teana, François Weil, Eugène Dodeigne, Ludwika Ogorzelec, Magdalena Abakanowicz, Kira Hanusch, Jean-Robert Ipousteguy, Roman Kosmala, Jan de Weryha-Wysoczański.

## Kalendarium
Wystawa odbywała się w następujących latach:
- 2002 - biennale
- 2004 - biennale
- 2006 - triennale
- 2009 - triennale